# Kocsista
Kocsista (macedónul: Кочишта) település Észak-Macedóniában, a Délnyugati körzet Centar Zsupa-i járásában.

## Népesség
| Lakosok száma | 163  | 177  |      |
|               | 1948 | 1953 | 2002 |

2002-ben lakatlan település.